# Чалый, Алексей Михайлович
Алексе́й Миха́йлович Ча́лый (род. 13 июня 1961, Москва, РСФСР, СССР) — российский политик, учёный.
Депутат Законодательного собрания Севастополя с 15 сентября 2014 по 8 сентября 2019.

## Биография
Родился 13 июня 1961 года в Москве в семье студентов Московского энергетического института. Отец — Михаил Васильевич Чалый, впоследствии учёный-электротехник, конструктор электроприборов, автор ряда изобретений; мать — Алевтина Тихоновна Чалая, впоследствии кандидат технических наук, доцент кафедры технической кибернетики Севастопольского приборостроительного института, основатель и первый директор Севастопольской школы «Таврида». Брат Михаил (род. 1963) — капитан 2-го ранга запаса, заместитель генерального директора ЗАО «ГК „Таврида-Электрик“», депутат Законодательного собрания Севастополя.
Первые восемь месяцев Алексей вместе с родителями жил в комнате общежития, оборудованной в шахте лифта. Затем его отец тяжело заболел, и семья переехала в Севастополь к месту службы деда по отцовской линии — вице-адмирала Василия Филипповича Чалого, командовавшего эскадрой Черноморского флота ВМФ СССР с 1956 по 1961 год и служившего 1-м заместителем командующего Черноморским флотом в течение четырёх лет.
С 1978 по 1981 год обучался Севастопольском высшем военно-морском инженерном училище, окончил три курса. С 1981 года заочно обучался в Севастопольском приборостроительном институте по специальности «Техническая кибернетика, автоматика и телемеханика», окончил обучение с отличием в 1983 году. Спустя несколько лет защитил кандидатскую диссертацию.
Во время учёбы в институте начал работать в вузовской лаборатории электрических аппаратов, которую возглавил в 1988 году. В 1990 году лаборатория была преобразована в научно-производственное предприятие «Таврида Электрик». Созданное Алексеем Чалым предприятие буквально спасло от развала несколько конструкторских бюро, а его первой конкурентоспособной продукцией стали интеллектуальные вакуумные выключатели.
С 1993 по 2014 годы — технический и генеральный директор промышленной группы «Таврида Электрик».
С 24 февраля по 1 апреля 2014 года был председателем Координационного совета по организации управления по обеспечению жизнедеятельности Севастополя, с 1 по 14 апреля 2014 года — исполняющим обязанности губернатора Севастополя.
Работал председателем Законодательного собрания Севастополя с 22 сентября 2014 по 22 марта 2016 года.

## Научная деятельность
Алексей Чалый является специалистом в области электроаппаратостроения и физики низкотемпературной плазмы. Соавтор более 30 изобретений и 52 научных трудов, опубликованных в изданиях международных конференций и журналах. С 1996 года является представителем России в Международном научном комитете Международного симпозиума по разряду и электроизоляции в вакууме.
Инициатор создания специальности «Прикладная математика и физика», которая преподаётся в ведущих физико-технических вузах России, и научно-образовательного центра «Электрофизика» при физическом факультете СПбГУ.

## Общественная деятельность

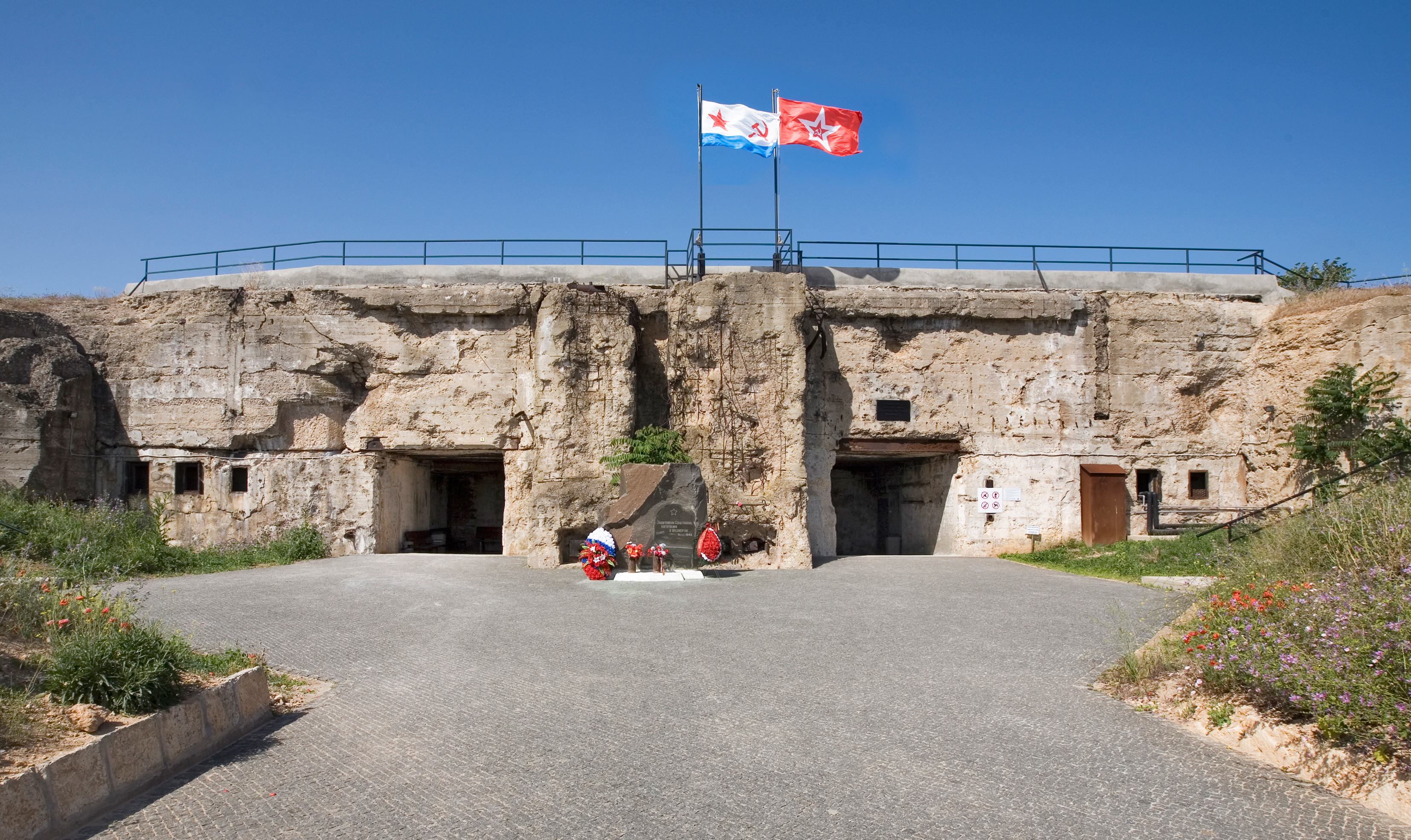
Комплекс героическим защитникам Севастополя «35-я береговая батарея»

Алексей Чалый — автор нескольких гуманитарных, образовательных и патриотических проектов в Севастополе в период нахождения города в составе Украины.
Среди его инициатив — внедрение дисциплины «Севастополеведение» в школах города, выпуск дневников севастопольского школьника, проведение акции к Дню Победы «Мы помним, мы гордимся», продюсирование документального сериала «Севастопольские рассказы» (режиссёр Александр Бруньковский) к 225-й годовщине образования Севастополя и многое другое.
По инициативе и при финансовой поддержке Чалого в 2007 году на территории 35-й береговой батареи был создан музейный историко-мемориальный комплекс.

## Политическая карьера

### «Народный мэр»
В 2013 году Алексей Чалый крайне отрицательно отнёсся к соглашению об ассоциации Украины и Европейского союза, подписание которого готовило руководство страны во главе с президентом Виктором Януковичем. На взгляд Чалого, ассоциация в предлагавшемся виде не только отрицала право русских, в том числе севастопольцев, на самобытную историю и культуру, но и наносила удар по экономике Украины. В связи с этим предприниматель призвал севастопольскую общественность обратиться к Януковичу с просьбой не подписывать соглашение. Соответствующее обращение было обнародовано 19 ноября. Через два дня Кабинет министров Украины приостановил подготовку к принятию документа, что привело к массовой многомесячной акции протеста в Киеве («Евромайдану»).
Во время столкновений протестующих с милицией, за две недели до захвата Крыма Россией Чалый, обычно сторонившийся публичности, выступил в эфире Независимого телевидения Севастополя. В интервью Алексей Михайлович описал своё видение событий, которые могут ожидать Украину, Крым и Севастополь:
Дальше какая-нибудь провокация случится. А народ будет уже подготовлен. Причём для этого не потребуется 22 года. Всё случится в масштабах пяти лет. Провокация по Черноморскому флоту. Когда уже вся страна будет кричать: «Геть с нашей земли!». Дальше — НАТО. И вариант сегодняшней Эстонии — превращение в страну, которая будет форпостом борьбы с Россией. Каким сегодня стала Восточная Европа. Даже не Западная, которая, по сути, всем этим управляет. Украине светит то же самое. И Севастополю. Если будут возникать локальные конфликты, мы будем первые на раздаче. Такие перспективы.
Председателя Севастопольской городской государственной администрации (СГГА) Владимира Яцубу не хотели допускать на трибуну, но в итоге он призвал граждан сохранять спокойствие, не поддаваться на провокации и хранить единство с Украиной. Митингующие встретили это заявление возмущёнными криками, высказали недоверие администрации города и общим голосованием избрали нового мэра — российского предпринимателя Алексея Чалого. Его призвали сформировать новый исполком и отряд по охране правопорядка. На митинге также была провозглашёна резолюция, в которой говорилось, что Севастополь не признаёт последние решения Верховной Рады Украины, и происходящее в стране считает государственным переворотом. Протестующие приняли решение не перечислять налоги, собранные в Севастополе, в столицу Украины и организовать на территории города отряды самообороны. На митинге выступил атаман Черноморской сотни казаков Анатолий Марета, который сообщил, что казаки будут патрулировать улицы «по законам военного времени» во избежание нарушения общественного порядка преступниками.
Избрание мэром Алексея Чалого не соответствовало действующему Закону Украины «О местных государственных администрациях», поскольку председатель СГГА должен быть назначен Президентом Украины, а должности главы исполнительного комитета в Севастополе не существовало.
23 февраля на Крымский полуостров прибыли назначенные Верховной Радой исполняющий обязанности главы МВД Украины Арсен Аваков и уполномоченный по контролю за деятельностью СБУ Валентин Наливайченко, но уже вечером 24 февраля они вернулись в Киев. При этом Аваков заявил журналистам, что ему и Наливайченко «удалось остановить определённые негативные действия в Крыму».

### Руководитель Севастопольского городского управления по обеспечению жизнедеятельности города
В понедельник 24 февраля 2014 года, после смены власти в Киеве, Владимир Яцуба официально подал в отставку, объяснив это тем, что «руководителей, которые его назначили, нет» и выполнять свои обязанности он больше не имеет права. Также он вышел из Партии регионов.
При этом Севастопольская городская государственная администрация (СГГА) выступила с обращением, где назвала избрание «народного мэра» незаконным. «Попытка ряда радикальных организаций прибегнуть к майданной демократии, избрать нелегитимные органы власти является незаконной и не способствующей стабилизации в регионе, — подчеркнули в СГГА. — В городе есть представительная и исполнительная власть — местный совет и городская государственная администрация. Именно они несут всю полноту ответственности за ситуацию в нашем регионе, за мир и спокойствие наших граждан, за бесперебойное жизнеобеспечение севастопольцев». Обязанности председателя СГГА после отставки Яцубы временно исполнял его заместитель Фёдор Рубанов.

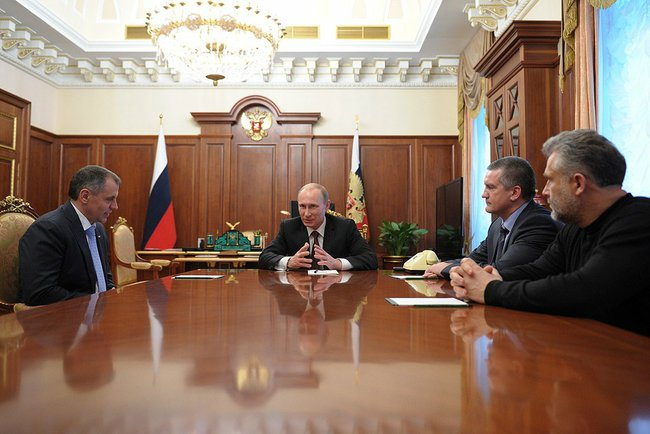
Рабочая встреча с Президентом России Владимиром Путиным, Владимиром Константиновым и Сергеем Аксёновым. Москва. Кремль, 18 марта 2014 года

В тот же день у здания городской госадминистрации Севастополя (СГГА) состоялся митинг, участники которого потребовали узаконить назначение Алексея Чалого. Возмущение горожан основывалось на слухах о новом преемнике Владимира Яцубы, который якобы утверждён Киевом, и заведении на Чалого уголовного дела. Все входы и выходы в администрацию были перекрыты собравшимися. После переговоров с горожанами Рубанов пообещал передать дела Чалому. Тот заявил о том, что 25 февраля 2014 года состоится формирование исполкома.
Вечером в здание администрации пришли сотрудники милиции и СБУ вместе с прокурором с намерением задержать народного избранника, однако собравшаяся толпа в несколько тысяч человек заставила их покинуть здание и порвать ордер на арест Чалого. Одновременно Севастопольский городской совет на внеочередном заседании принял решение № 7147 «О создании исполнительного органа Севастопольского городского Совета Севастопольского городского управления по обеспечению жизнедеятельности города». Руководителем городского управления стал Алексей Чалый — за это проголосовали все 49 присутствующих депутата из 75 по списку.
Такое решение оказалось компромиссом между местной властью и протестующими, которые требовали назначить Чалого председателем горисполкома. Алексей Чалый также утверждён председателем городского координационного совета, полномочия которого определены не были. Участники митинга вывесили на обоих флагштоках рядом с администрацией российские флаги.
Прошение об отставке Владимира Яцубы было удовлетворено и. о. президента Украины Александром Турчиновым только 7 марта. Новая украинская власть не признала полномочий Алексея Чалого и считает действующим и. о. председателя СГГА Фёдора Рубанова.

### Глава координационного совета

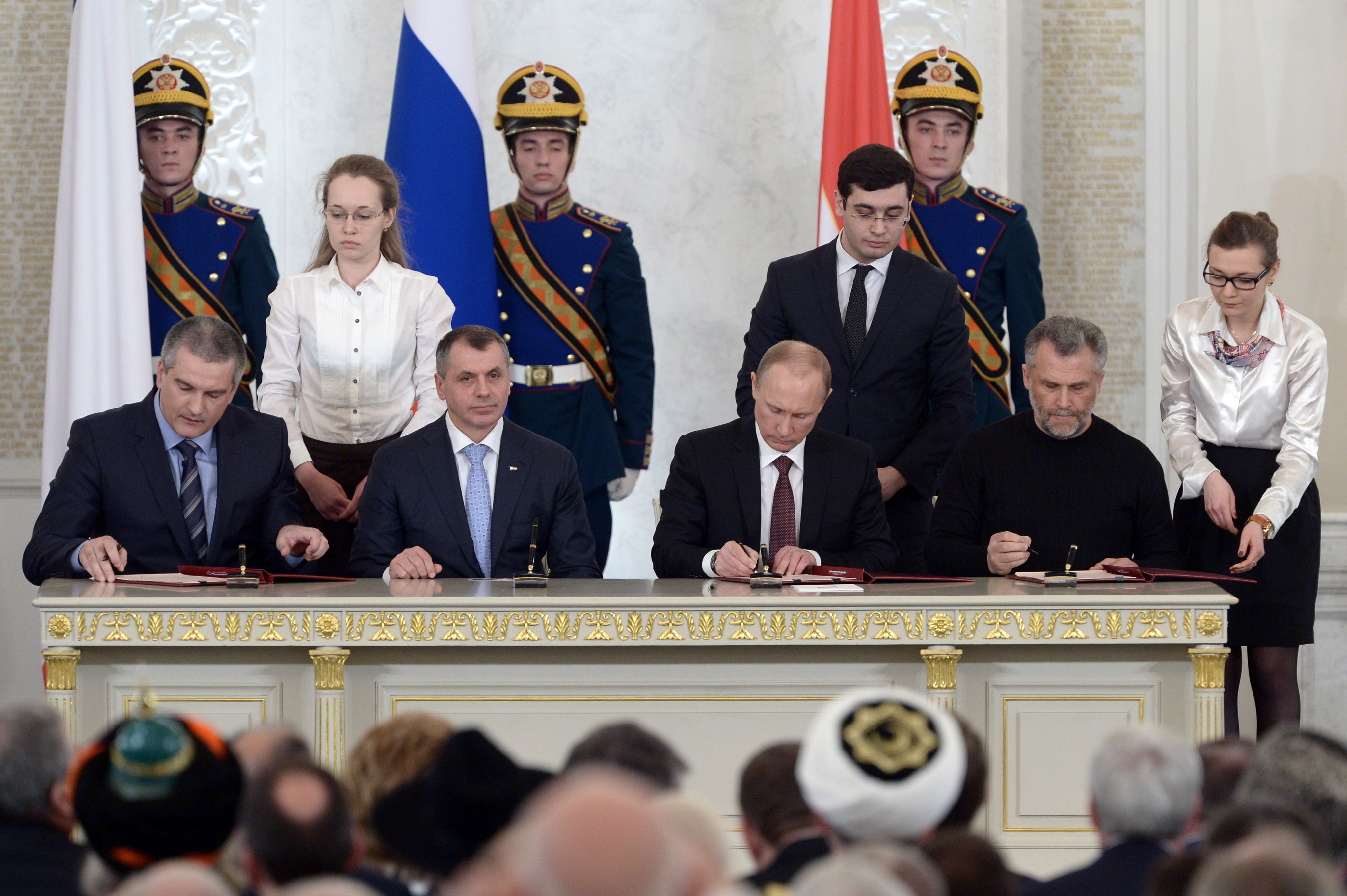
Подписание Договора о принятии Республики Крым в Российскую Федерацию. Москва, Кремль, 18 марта 2014 года

Как заявил координационный совет, признание новой украинской власти будет дезавуировано и удалёно с сайта севастопольской государственной администрации. Помимо этого на Ялтинской трассе и трассе Инкерман появились усиленные КПП. На мостах дежурили милиционеры и народные дружинники из партии «Русский блок», представители последней заявили о намерении защитить Севастополь от «вторжения бандеровцев». По их словам, на блокпостах останавливали только машины с номерами западных регионов Украины, для остальных в Севастополе действовал свободный въезд и выезд.
26 февраля Алексей Чалый заявил о том, что Севастополь не будет подчиняться приказу исполняющего обязанности главы МВД Арсена Авакова о ликвидации спецподразделения «Беркут». Параллельно он пригласил в город бойцов этого спецподразделения, так как городу «нужны достойные мужчины», которые могут стать основой создающихся отрядов самообороны, а в будущем и муниципальной милиции. По его мнению, эти люди «достойно выполнили свой долг перед страной, показали себя настоящими мужчинами, а теперь брошены на растерзание бешеной своре нацистов своими же бывшими начальниками». Также он сообщил о том, что «любых посланцев из Киева будут пропускать в Севастополь только по согласованию с исполкомом».
Алексей Чалый перечисляет в бюджет города 100 млн гривен (400 млн рублей) личных денег. Средства идут на нужды города, оказавшегося в блокаде и выплаты военным, перешедшим на сторону России.
27 февраля с городского Совета Севастополя спустили украинский флаг, собравшаяся у здания толпа встретила это событие ликованием. Позже местные СМИ сообщили о том, что флаг был снова поднят.
С утра 1 марта у здания городского УВД собрались 500—600 человек с намерением не пустить внутрь на работу Виталия Маликова, которого новые власти Украины назначили начальником городской милиции. Они блокировали все входы, в результате тот не смог попасть внутрь. Само УВД было взято под охрану севастопольскими ополченцами.

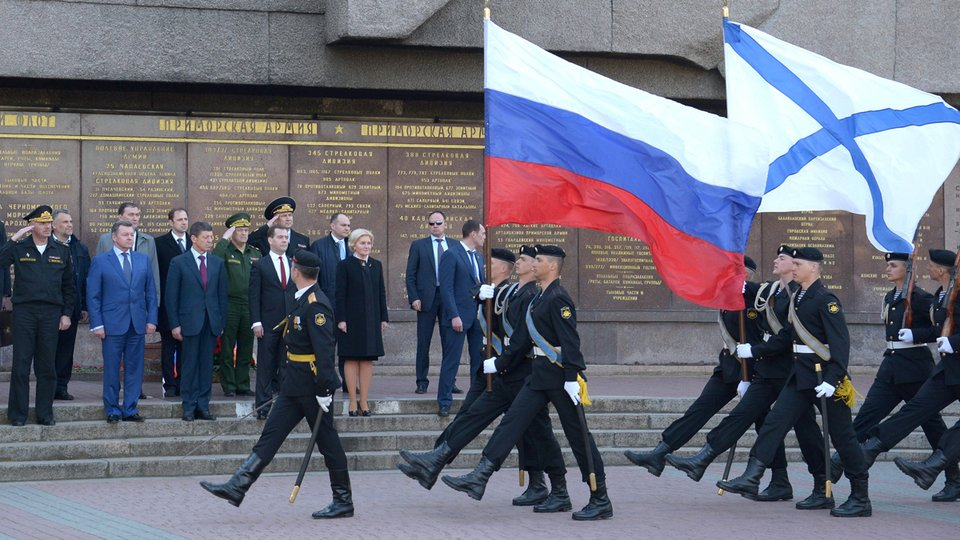
А. Витко, А. Чалый, О. Белавенцев, Д. Козак и Д. Медведев у мемориала героической обороны Севастополя. 31 марта 2014 года

4 марта представители комитета избрали и. о. председателя СГГА Дмитрия Белика, который до этого был заместителем председателя администрации и отметился проведением общественных слушаний «Говорим по-русски — учимся на русском». Белик выступал за аннексию Крыма Россией и включение Севастополя в состав РФ в качестве субъекта федерации.
6 марта стало известно о том, что Севастополь не будет участвовать в досрочных выборах президента Украины, так как нынешнюю власть в Киеве Алексей Чалый считает нелегитимной. Однако, город продолжал выплату налогов и старался сохранить экономические отношения со столицей Украины.
В этот же день горсовет Севастополя принял решение о вхождении Севастополя в состав России в качестве субъекта федерации и постановил провести 16 марта 2014 года референдум о статусе Крыма на территории города Севастополя. При этом, по словам севастопольского депутата от партии «Русский блок» Сергея Никонова, ещё 4 марта депутаты и Алексей Чалый решили не участвовать ни в украинских президентских выборах 25 мая, ни в крымском референдуме, а провести 30 марта свой референдум о полномочиях горсовета и мэра.

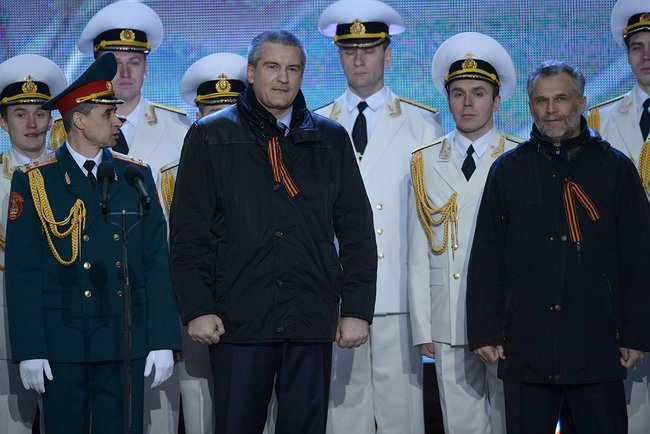
Алексей Чалый и Сергей Аксёнов на митинге «Мы вместе!» в поддержку аннексии Крыма Российской Федерацией на Красной площади в Москве

10 марта и. о. главы администрации Севастополя Дмитрий Белик подписал распоряжение о наделении русского языка статусом официального для ведения государственного документооборота. Решение вступило в силу 12 марта
18 марта 2014 года председатель координационного совета по организации Севастопольского городского управления по обеспечению жизнедеятельности Севастополя Алексей Чалый совместно с Председателем Государственного совета Республики Крым Владимиром Константиновым и Председателем Совета министров Республики Крым Сергеем Аксёновым подписал с Президентом Российской Федерации Владимиром Путиным Договор между Российской Федерацией и Республикой Крым о принятии в Российскую Федерацию Республики Крым, который юридически оформил российскую аннексию Крыма. Республика Крым считается принятой в Российскую Федерацию с даты подписания Договора. Со дня принятия в Российскую Федерацию Республики Крым в составе Российской Федерации образуются новые субъекты — Республика Крым и город федерального значения Севастополь.
19 марта Алексей Чалый и мэр Москвы Сергей Собянин подписали соглашение о сотрудничестве между Москвой и Севастополем. Чалый заявил, что на данном этапе первоочередной задачей является выплата пенсий и зарплат бюджетникам, далее идут вопросы энерго- и водоснабжения города.
27 марта 2014 года стало известно о том, что Чалый вместе с премьер-министром Республики Крым Сергеем Аксёновым станут координаторами отделений Общероссийского народного фронта в Крыму и Севастополе.

### Исполняющий обязанности губернатора

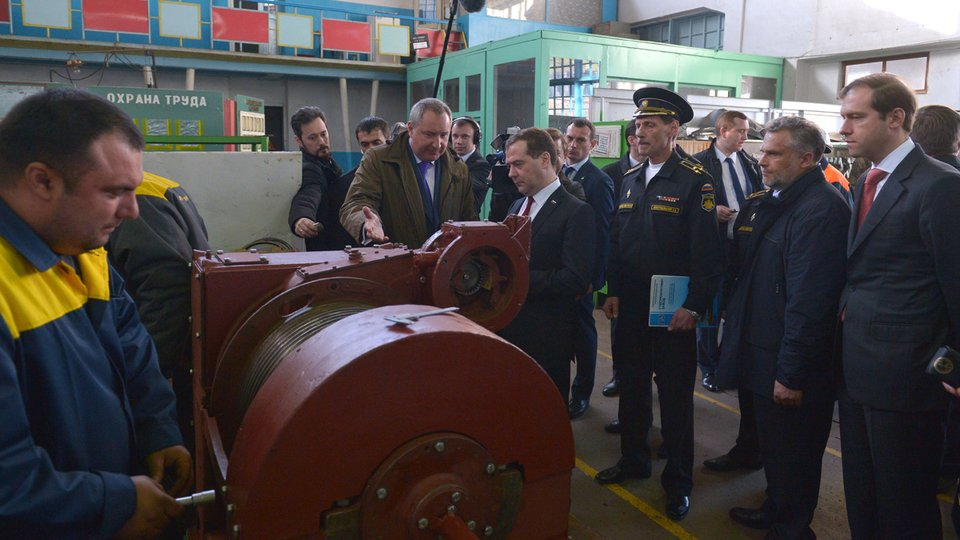
C Дмитрием Медведевым и Дмитрием Рогозиным на 13-м судоремонтном заводе Черноморского флота РФ. Севастополь, 31 марта 2014 года

1 апреля 2014 года депутаты законодательного собрания Севастополя постановили, что высшим должностным лицом нового субъекта федерации является Губернатор города Севастополя, в полномочиях которого — самостоятельно определять структуру органов исполнительной власти города Севастополя и назначать руководителей указанных органов. В этот же день они единогласно приняли решение о назначении Алексея Чалого исполняющим обязанности губернатора города. Алексей Чалый сообщил, что действующая система исполнительной власти в Севастополе просуществует не дольше месяца, а новый Устав города, соответствующий российскому законодательству, будет принят до конца апреля.
Депутаты также признали утратившим силу решение Севастопольского городского Совета № 7147 от 24.02.2014 «О создании исполнительного органа Севастопольского городского Совета Севастопольского городского управления по обеспечению жизнедеятельности города».
11 апреля Законодательное собрание приняло Устав города Севастополя. 14 апреля на встрече с президентом РФ Владимиром Путиным Чалый сообщил, что слагает с себя полномочия и. о. губернатора и предложил назначить на это место бывшего заместителя командующего Черноморским флотом РФ вице-адмирала Сергея Меняйло. Сам Алексей Чалый готов возглавить новую структуру — Агентство стратегического развития Севастополя.

### Председатель Законодательного собрания Севастополя
На выборах в законодательное собрание Севастополя Алексей Чалый как глава Агентства по развитию Севастополя возглавил избирательный список партии «Единая Россия», второе место в котором занял врио губернатора Севастополя Сергей Меняйло. В конце августа Чалый заявил о том, что в апреле совершил ошибку, отказавшись от поста губернатора города, после чего исполнять обязанности градоначальника Владимир Путин назначил Сергея Меняйло. По словам политика, «к власти в городе пришли люди, обладающие редким сочетанием двух качеств: некомпетентность и чванство».
Сергея Меняйло заявление Алексея Чалого «удивило», и он воспринял его на собственный счёт. Вместе с тем секретарь генсовета «Единой России» Сергей Неверов сообщил о том, что «публичное замечание» Алексея Чалого не является «конфликтом» с врио главы Севастополя, и вмешательства руководства партии не требуется
На конференции севастопольской городской организации «Единой России» 29 августа Меняйло и Чалый сообщили об отсутствии у них какого-либо конфликта, при этом последний заявил о том, что его первоначальное заявление заметили «вышестоящие кураторы», назвать которых он отказался.
По итогам выборов 14 сентября в Законодательное собрание Севастополя «Единая Россия» набрала 77 % по партспискам, а её выдвиженцы партии победили во всех одномандатных округах. Тем самым партия получила 22 из 24 мандатов в собрании, ещё 2 достались ЛДПР.
22 сентября 2014 года Законодательное собрание Севастополя на первой сессии единогласно избрало Алексея Чалого своим председателем. Вскоре после своего избрания предложил изменить порядок избрания главы города, изменив его с утверждения местными депутатами на общенародное голосование. Однако соответствующие изменения в законодательство внесены не были.

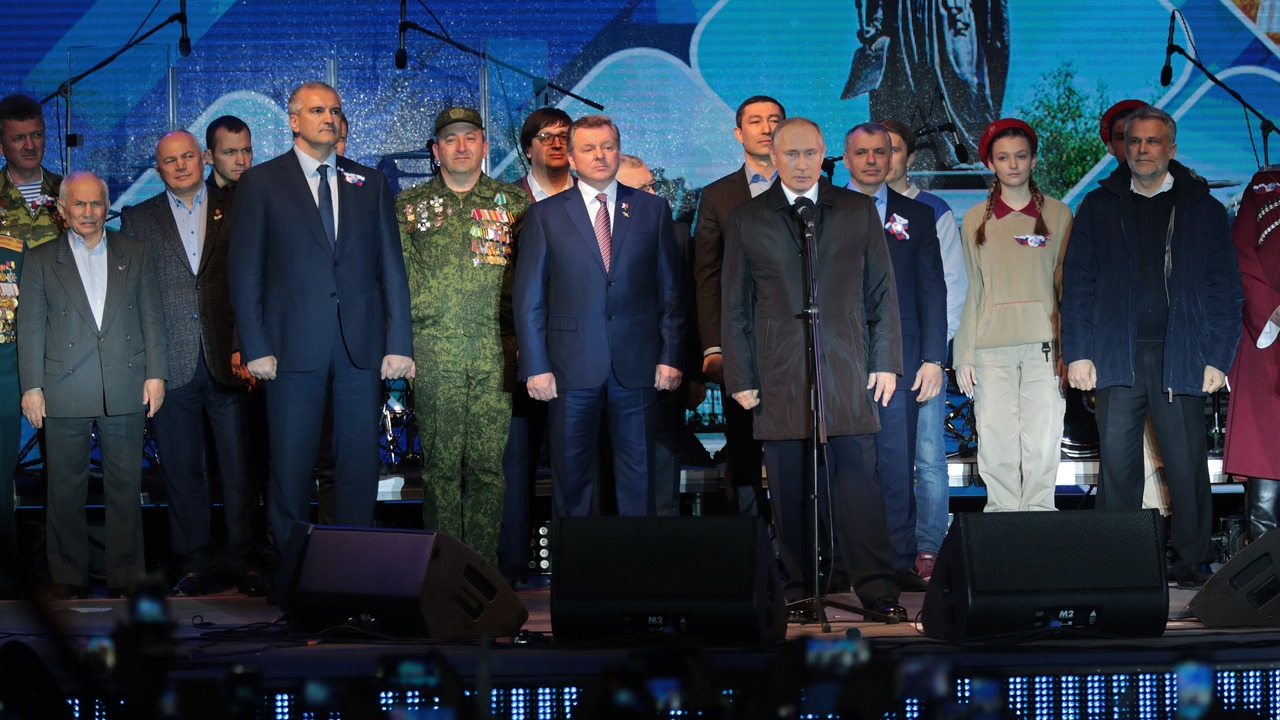
Празднование 5-летия Крымской весны, 2019, Симферополь, площадь Ленина

С августа 2014 года Алексей Чалый находился в конфликте с губернатором Севастополя Сергеем Меняйло. Среди причин называют различное видение развития города и подходы к его управлению. К концу 2015 года конфликт перешёл в противостояние исполнительной и законодательной властей города.
29 декабря 2015 года на сессии Законодательного собрания Севастополя Алексей Чалый заявил о сложении с себя полномочия его председателя. 26 января 2016 года заявление об отставке от 1 января 2016 года было зачитано заксобранию
22 марта 2016 года Законодательное собрание Севастополя удовлетворило заявление Чалого и отправило его в отставку с поста спикера городского парламента. До новых выборов обязанности председателя исполняет первый вице-спикер Екатерина Алтабаева.
25 июля 2016 года сторонники Алексея Чалого начали сбор подписей под обращением к Владимиру Путину об отправке в отставку Сергея Меняйло и инициирования проведения референдума по вопросу выборов главы Севастополя. Через 3 дня Меняйло ушёл в отставку по собственному желанию.

## Награды, звания и премии
- Орден «За заслуги перед Отечеством» I степени (4 апреля 2014[источник не указан 3668 дней]) — за большой вклад в укрепление российской государственности, подготовку и проведение общекрымского референдума о вхождении Республики Крым и города Севастополя в состав Российской Федерации, проявленные при этом высокую гражданскую позицию, мужество и самоотверженность[62][63].
- Памятная медаль «Патриот России» (Росвоенцентр при Правительстве РФ, 23 апреля 2015) — за развитие казачества в Севастополе[64].
- Юбилейная медаль «70 лет освобождения Крыма и Севастополя от немецко-фашистских захватчиков» (Росвоенцентр при Правительстве РФ, 26 ноября 2014) — за вклад в сохранение исторических традиций и увековечивание памяти о героях Севастополя[65].
- Медаль «За освобождение Крыма и Севастополя» (17 марта 2014) — за личный вклад в дело по возвращению Крыма в Россию[66].
- Медаль «В ознаменование 10-летия возвращения Севастополя в Россию» (23 февраля 2024) — за мужество, героизм и личный вклад в возвращение города Севастополя в Россию
- Звание «Герой национального возрождения России» (Совет объединения Высших офицеров России, 25 июля 2015) — за мужество и героизм, проявленные в ходе реализации программы Президента Российской Федерации, направленной на возрождение российской нации и активное участие в возвращении города Севастополя в состав России[67].
- Международная премия Андрея Первозванного «За Веру и Верность» (2012) — за бескорыстный труд по сохранению национальной исторической памяти и увековечиванию славы России, создание Музейно-мемориального комплекса на территории 35-й береговой батареи как символа мужества защитников Севастополя[13].
- Национальная премия «Хрустальный компас» (2014) в номинации «Гражданская позиция» — за многолетний вклад в сохранение и популяризацию историко-культурного наследия России и создание музейного комплекса «35-я Береговая батарея».
- Премия имени Владимира Высоцкого «Своя колея» (2016) — за многолетнюю работу по сохранению героической истории Севастополя и Крыма, просветительскую деятельность, за создание мемориального комплекса «35 береговая батарея» и курса «Севастополеведение»[68].

## Санкции
Является одним из 33 российских политических и государственных деятелей — фигурантов списка Европейского союза, инспирированного российской аннексией Крыма, в отношении которых были введены визовые и финансовые ограничения. 16 марта 2021 года попал в санкционный список Евросоюза за «активную поддержку сепаратистских действий и политики».
Также входит в канадский санкционный список. Эстония заморозила на своей территории операции компании «Таврида Электрик», хотя Чалый, начав политическую деятельность, избавился от акций всех своих компаний.
Вначале санкции не сильно сказались на группе, так как управлением зарубежным бизнесом «Тавриды» занимается в основном её «дочка» в Швейцарии. Однако, несмотря на то, что Чалому в холдинге теперь ничего не принадлежит, его бывшие фирмы подвергаются давлению, а в СМИ распространяются слухи об их аффилированности с бизнесменом.
После вторжения России на Украину, включён в санкционные списки Австралии и Великобритании. Также находится в санкционных списках США, Японии, Украины и Швейцарии.

## Личная жизнь
Владеет несколькими иностранными языками.
Режиссёр Александр Бруньковский в марте 2014 года сказал о Чалом, на деньги которого в основном снимался его документальный сериал «Севастопольские рассказы»:

«Такого, как Алексей Михайлович, встретил впервые. Говорит тихо, но взвешенно. Всё по делу. Мы с ним очень много общались. Разговоры вели об изобразительном искусстве, об истории. Он очень начитан. Знает множество языков.»

Алексей Чалый принципиально не носит костюмы, предпочитая одеваться так, как ему удобно. В марте 2014 года представитель премьер-министра Крыма Антон Тицкий сообщил, что Чалый очень неприхотлив в быту — в частности, несмотря на обеспеченность, он ездит на автомобиле «Subaru Forester» 2003 года выпуска. 18 марта 2014 года во время подписания договора о вхождении Республики Крым (включая город Севастополь) в состав России Алексей Чалый был одет в свитер, что было отмечено средствами массовой информации.
Считает свои взгляды имперскими; по его мнению, 95 % «великих людей человечества» являются продуктами империй.

### Семья
Женат вторым браком. Отец двоих детей: дочь (род. 2004), сын (род. 1991).